# New York City Marathon 1978
De New York City Marathon 1978 werd gelopen op zondag 22 oktober 1978. Het was de negende editie van deze marathon.
Opnieuw was de Amerikaan Bill Rodgers te sterk voor iedereen. Voor de derde achtereenvolgende maal kwam hij als eerste over de streep in 2:12.11,6. De Noorse Grete Waitz won bij de vrouwen in 2:32.29,8. Met deze tijd verbeterde ze niet allen het parcoursrecord, maar ook het wereldrecord op de marathon.
In totaal finishten 8.588 marathonlopers de wedstrijd, waarvan 7.819 mannen en 769 vrouwen.

## Uitslagen

### Mannen
| rang   | naam              | land | tijd      |
| ------ | ----------------- | ---- | --------- |
| Goud   | Bill Rodgers      | USA  | 2:12.11,6 |
| Zilver | Ian Thompson      | ENG  | 2:14.12,0 |
| 4      | Marco Marchei     | ITA  | 2:16.55   |
| 5      | Thomas Antczak    | USA  | 2:17.11   |
| 6      | Jack Foster       | NZL  | 2:17.28   |
| 7      | Chris Stewart     | GBR  | 2:17.47   |
| 8      | William Haviland  | USA  | 2:18.39   |
| 9      | Franco Ambrosioni | ITA  | 2:19.08   |
| 10     | William Sieben    | USA  | 2:19.11   |

### Vrouwen
| rang   | naam                 | land | tijd      |
| ------ | -------------------- | ---- | --------- |
| Goud   | Grete Waitz          | NOR  | 2:32.29,8 |
| Zilver | Marty Cooksey        | USA  | 2:41.49   |
| Brons  | Sue Petersen         | USA  | 2:44.46   |
| 4      | Doreen Ennis         | USA  | 2:48.14   |
| 5      | Eleonora de Mendonca | BRA  | 2:48.55   |
| 6      | Margaret Lockley     | ENG  | 2:51.17   |
| 7      | Nancy Schafer        | USA  | 2:52.20   |
| 8      | Carol Young          | USA  | 2:52.28   |
| 9      | Glynis Penny         | ENG  | 2:53.35   |
| 10     | Deborah Butterfield  | USA  | 2:53.43   |
| 11     | Linda Schreiber      | USA  | 2:54.33   |
| 12     | Cindy Dalrymple      | USA  | 2:54.40   |
| 13     | Judy Leydig          | USA  | 2:55.02   |
| 14     | Wendy Walker         | USA  | 2:55.29   |
| 15     | Lauri Pedrinan       | USA  | 2:55.54   |
| 16     | Sharon Barbano       | USA  | 2:56.17   |
| 18     | Nina Kuscsik         | USA  | 2:57.37   |
| 19     | Gillian Horovitz     | ENG  | 2:57.41   |
| 20     | Kiki Sweigart        | USA  | 2:57.57   |
| 21     | Gayle Olinekova      | CAN  | 2:58.10   |
| 22     | Michiko Gorman       | USA  | 2:58.15   |
| 24     | Ellie McEvily        | USA  | 2:59.44   |

1970 ·
1971 ·
1972 ·
1973 ·
1974 ·
1975 ·
1976 ·
1977 ·
1978 ·
1979 ·
1980 ·
1981 ·
1982 ·
1983 ·
1984 ·
1985 ·
1986 ·
1987 ·
1988 ·
1989 ·
1990 ·
1991 ·
1992 ·
1993 ·
1994 ·
1995 ·
1996 ·
1997 ·
1998 ·
1999 ·
2000 ·
2001 ·
2002 ·
2003 ·
2004 ·
2005 ·
2006 ·
2007 ·
2008 ·
2009 ·
2010 ·
2011 ·
2012 · 
2013 ·
2014 ·
2015 ·
2016 ·
2017 ·
2018 ·
2019 ·
2020 · 
2021 ·
2022 ·
2023 ·
2024